# Neuchâtel Xamax
Neuchâtel Xamax FC je nogometni klub iz Švicarske osnovan 1912. godine.

## Uspjesi
Prvak Švicarske:
- Pobjednik: 1987., 1988.

Kup Švicarske:
- Finalist: 1974., 1985., 1990., 2003., 2011.

Švicarski Liga kup:
- Finalist: 1977.

## Poznati igrači
- Xavier Margairaz
- Viorel Moldovan
- Uli Stielike

## Vanjske poveznice
- Službena stranica kluba